# Ебба-Стіна Шалін-Гульт
Ебба-Стіна Арнольдсдотер Шалін-Гульт (нар. 22 грудня 1913, Чернівці, Буковина, Австро-Угорська імперія — пом. 3 жовтня 1999,Стокгольм, Швеція) — фінсько-шведська архітекторка, кураторка у Королівському шведському будівельному управління в Стокгольмі.

## Біографія
Ебба-Стіна Шалін-Гульт народилася 22 грудня 1913 у місті Чернівці, Буковина в Австро-Угорській імперії в сім'ї Арнольда Шаліна і Верни Андерсін.
Вона отримала атестат зрілості 1931 року в Фінляндії. 1940 року вона завершила навчання у Гельсінському технологічному університеті після закінчення якого продовжила здобувати освіту в Королівському технологічному інституті в Стокгольмі (з 1943 по 1944 рік). Після закінчення Гельсінського технологічного університету вона почала працювати архітектором в Будівельній Раді в Гельсінкі. Згодом працювала в міському будівельному офісі в Тампері (1940).
1943 році працювала на посаді архітектора в окружному офісі Стокгольмського округу. Також вона була кураторкою у Королівському шведському будівельному управлінні в Стокгольмі 1949 році.
З 1952 року вона працювала архітектором в Стокгольмському регіональному відділенні планування.
Померла 3 жовтня 1999 року у Стокгольмі.

## Творчий доробок
- Schalin-Hult E.-S., Tysk A. Naturhamnar och byhamnar i Stockholms skärgård. Rapport 1979:2. — Stockholms Läns Landsting, Regionplanekontoret 1979. — 273 p.[2]